# 焼け跡世代

日本の人口ピラミッド（世代を注記）

焼け跡世代（やけあとせだい）とは、幼少期と少年期を第二次世界大戦中に過ごした世代を表す用語として用いられ、昭和一桁世代の後の世代であり、1935年（昭和10年）から1946年（昭和21年）までに生まれた世代に対して用いられる。反戦作家の野坂昭如が用いた焼跡闇市派が語源とされるが、焼け跡世代という名称を誰がつくったのか、どの世代を指すのかはっきりした文献はない。

## 成長過程
都市部の焼け跡世代の人々は、第二次世界大戦中に幼少期と少年期を防空壕と焼け跡の中で過ごし、飢餓や経済的困窮、原子爆弾の被爆者は原爆症など戦争による被害に苦しんだ。空襲を受けた都市部を中心に青空教室と闇市を経験した者も多い。父親を戦災で亡くし、母子家庭での生活を強いられた者も少なくない。戦中に農村部に学童疎開していた人々は、空襲で自宅が失われたことや、都市部で深刻化した食料難から戦後もしばらく農村で過ごした者も多い。大日本帝国憲法が廃止され日本国憲法が施行されるパラダイムシフトを体験した。
狭義の焼け跡世代である1935年（昭和10年）4月2日から1939年（昭和14年）4月1日生まれの人々は、太平洋戦争中に小学校に入り、国民学校における軍国主義教育と戦後の墨塗り教科書・民主主義教育（6・3制など）の両方を経験した。第二次大戦の終結と米ソ冷戦の勃発という混乱の中で小学校時代を過ごし、サンフランシスコ講和条約が締結された1951年（昭和26年）には概ね中学生であった。一方で、1939年（昭和14年）4月から1945年（昭和20年）8月に生まれた人々は、乳児期から幼児期を空襲の脅威にさらされて過ごし、第二次世界大戦の終結後に小学校に入った。この世代は極東国際軍事裁判や朝鮮戦争といった連合国占領下の戦後混乱期に小学校時代を送った。
この世代は中卒・高卒で社会に出た者が多く、大学進学者は少なかったが、新制大学が生まれてから大学進学率は徐々に上昇し、大学卒業者がエリートと見なされていた世代と大学教育が大衆化した世代の狭間にある。この世代は、学生運動が盛り上がった時期に大学生となり、1941年（昭和16年）以前の生まれは1960年（昭和35年）の安保闘争を担い、戦中生まれ世代は団塊の世代と同じく全学共闘会議運動を担った。
この世代の子供は、太平洋戦争勃発前に生まれた人々の子供は1960年生まれから1971年生まれ、孫は1987年生まれから2003年生まれが多く、戦中生まれ世代の子供は1966年生まれから1976年生まれ、孫は1992年生まれから2009年生まれが多い傾向がある。